# 陈小章
陈小章(1957年—)，香港中文大学李嘉诚生理学教授、上皮细胞生物学研究中心主任，主要从事上皮细胞生物学和生殖生理学方面的研究。

## 生平
陈小章毕业于伊利诺斯大学，曾在芝加哥大学从事博士后研究工作，1993年起在香港中文大学任教；1996年建立中国首个上皮细胞生物学研究中心。

## 社会兼职
担任《中国科学》，《生殖与发育生物学》，《生殖与避孕》等期刊编委。

## 荣誉
- 1997年获中国国家自然科学奖
- 2000年获中国国家自然科学基金会杰出青年研究奖
- 2007年度长江学者成就奖[3]